# Поперечнополосый нитепёрый снэппер
Поперечнополосый нитепёрый снэппер (лат. Pristipomoides zonatus) — вид лучепёрых рыб семейства луциановых (Lutjanidae). Распространены в Индо-Тихоокеанской области. Максимальная длина тела 57,5 см.

## Описание
Тело удлинённое, несколько сжато с боков, относительно высокое; высота тела на уровне начала спинного плавника укладывается 2,6—2,8 раз в стандартную длину тела. Окончание верхней челюсти доходит до вертикали, проходящей через середину глаза. На обеих челюстях зубы в передней части немного увеличенные, конической формы; а внутренние зубы ворсинчатые. Есть зубы на сошнике и нёбе. На сошнике зубы расположены в виде пятна V-образной формы. Язык без зубов. Межглазничное пространство выпуклое. На первой жаберной дуге 17—21 жаберных тычинок, из них на верхней части 5—8, а на нижней 12—14. Один спинной плавник с 10 жёсткими и 10—11 мягкими лучами. В анальном плавнике 3 жёстких и 8 мягких лучей. Жёсткая и мягкая части плавника не разделены выемкой. Последний мягкий луч спинного и анального плавников удлинённый, заметно длиннее остальных лучей. На верхней челюсти, мембранах спинного и анального плавников нет чешуи. Есть чешуя на жаберной крышке. Грудные плавники длинные с 15—16 мягкими лучами, их окончания доходят до анального отверстия. Хвостовой плавник серпообразный. В боковой линии от 60 до 67 чешуек. Ряды чешуи на спине идут параллельно боковой линии.
Общая окраска тела розовая или красноватая с четырьмя широкими косыми оранжевыми или жёлтыми полосами по бокам. Спинной и хвостовой плавники жёлтые, остальные плавники розовые.
Максимальная длина тела 57,5 см, обычно до 35 см, масса до 1,8 кг.

## Биология
Морские бентопелагические рыбы. Обитают над скалистыми грунтами на глубине от 140 до 500 м, обычно на глубинах от 100 до 200 м. В состав рациона входят мелкие рыбы, креветки, крабы, головоногие, полихеты и пелагические оболочники.
Впервые созревают при длине тела 28—29 см в возрасте 2—3 года. Продолжительность жизни до 13 лет.

## Взаимодействие с человеком
В некоторых регионах является промысловой рыбой, особенно у берегов Гавайских островов. Ловят ручными ярусами. Реализуются в свежем виде. Международный союз охраны природы присвоил этому виду охранный статус «Вызывающий наименьшие опасения».